# AMD CPU 마이크로아키텍처 목록
다음은 AMD CPU 마이크로아키텍처 목록이다.

## 이름
역사적으로 AMD의 CPU 제품군은 세대 변화를 나타내기 위해 첫 번째 내부 x86 CPU 설계인 K5부터 "K 번호"를 사용했다(원래 슈퍼맨 만화 캐릭터의 치명적인 약점을 암시하는 크립토나이트를 의미했다). AMD는 애슬론 64 프로세서 제품군을 설명하는 K8 이후 2005년 초부터 공식 AMD 문서 및 보도 자료에서 K 명명법 코드명을 사용하지 않았다. AMD는 이제 코드명 K8 프로세서를 패밀리 0Fh 프로세서라고 한다. 10h와 0Fh는 CPUID X86 프로세서 명령어의 주요 결과이다. 십육진수 표기에서 0F(h)(여기서 h는 십육진수를 나타낸다)는 십진수 15와 같고, 10(h)는 십진수 16과 같다. (때때로 나타나는 "K10h" 형태는 "K" 코드와 패밀리 XXh 식별 번호의 부적절한 혼합이다.)
| 제품군 번호 | 제품군 번호  | 이름                                            |
| 십진수      | 십육진수 (h) | 이름                                            |
| ----------- | ------------ | ----------------------------------------------- |
| 05          | 05h          | K6                                              |
| 06          | 06h          | K7                                              |
| 15          | 0Fh          | K8 / Hammer                                     |
| 16          | 10h          | K10                                             |
| 17          | 11h          | K8 & K10 "하이브리드"                           |
| 18          | 12h          | K10 (Llano) / K12 (ARM 기반)                    |
| 20          | 14h          | 밥캣                                            |
| 21          | 15h          | 불도저 / 파일드라이버 / 스팀롤러 / 엑스카베이터 |
| 22          | 16h          | 재규어 / 푸마                                   |
| 23          | 17h          | 젠 / 젠+ / 젠 2                                 |
| 24          | 18h          | 하이고우 다이아나                               |
| 25          | 19h          | 젠 3 / 젠 3+ / 젠 4                             |
| 26          | 1Ah          | 젠 5                                            |

패밀리(Family) 십육진수 식별 번호는 프리웨어 시스템 프로파일링 애플리케이션인 CPU-Z를 사용하여 특정 프로세서에 대해 결정될 수 있다. CPU-Z 밸리데이터 세계 기록(CPU-Z Validator World Records) 웹사이트의 다양한 스크린샷에서 볼 수 있듯이 애플리케이션의 Ext. Family 필드에 패밀리 번호가 표시된다.

## x86 마이크로아키텍처
다음은 코드명과 관련된 여러 마이크로아키텍처 목록이다.
- AMD K5 – AMD의 첫 번째 오리지널 x86 마이크로아키텍처. K5는 AMD 29k 마이크로아키텍처를 기반으로 하며 x86 디코더가 추가되었다. 디자인은 펜티엄 프로와 비슷했지만 실제 성능은 펜티엄과 더 비슷했다.
- AMD K6 – K6는 K5를 기반으로 하지 않고 AMD가 넥스젠을 인수했을 때 그 회사가 설계하고 있던 Nx686 프로세서를 기반으로 했다. K6는 일반적으로 (넥스젠의 기존 프로세서와 달리) 인텔 펜티엄과 핀 호환이 되었다.
  - AMD K6-2 – 3D나우! SIMD 명령어가 추가된 개선된 K6.
  - AMD K6-III 샤프투스 – 64KB L1, 256KB 전체 속도 온다이 L2, 가변 (최대 2MB) L3 등 3단계 캐시가 추가된 더욱 개선된 K6.
- AMD K7 애슬론 – AMD 애슬론 클래식 및 애슬론 XP 마이크로프로세서의 마이크로아키텍처. 당대 매우 진보된 디자인이었다. 1세대는 슬롯 A에 삽입된 보드에 별도의 L2 캐시 칩이 내장되었으며 확장 MMX를 도입했다. 2세대는 전체 속도로 작동하는 완전히 통합된 L2 캐시와 함께 전통적인 소켓 폼 팩터로 돌아왔다. 3세대는 XP로 브랜드화되었으며 SSE를 완전히 지원했다.
- AMD K8 해머 – AMD Family 0Fh라고도 알려져 있다. K7을 기반으로 하지만 64비트 ISA를 중심으로 설계되었으며 통합 메모리 컨트롤러, 하이퍼트랜스포트 통신 패브릭, 최대 1MB (총 1128KB)의 L2 캐시 크기, SSE2가 추가되었다. 이후 K8에는 SSE3가 추가되었다. K8은 최초의 주류 윈도우 호환 64비트 마이크로프로세서였으며 2003년 4월 22일에 출시되었다. K8은 전통적인 프론트 사이드 버스를 하이퍼트랜스포트 통신 패브릭으로 대체했다. SledgeHammer는 이를 구현한 첫 번째 디자인이었다.
- AMD K9 – 미완성된 K8의 후계자. 코드명은 적어도 한 번 재사용되었지만 대중에 공개되기 전에 최종적으로 폐기되었다.
- AMD Family 10h (K10) – K8 마이크로아키텍처를 기반으로 한다. 공유 Level 3 캐시, 128비트 부동소수점 장치, AMD-V 중첩 페이징 가상화, 하이퍼트랜스포트 3.0이 도입되었다. Barcelona는 이를 구현한 첫 번째 디자인이었다.
- AMD Family 11h – 튜리온 X2 울트라 / 푸마 모바일 플랫폼을 위해 K8과 K10 디자인의 요소를 결합했다.
- AMD 퓨전 Family 12h – 10h/K10 디자인을 기반으로 한다. 동일한 칩에 CPU 코어, GPU 및 노스브리지를 포함한다. Llano는 이를 구현한 첫 번째 디자인이었다. 퓨전은 나중에 APU로 브랜드가 변경되었다.
- AMD 밥캣 Family 14h – 1W ~ 10W 저전력 마이크로프로세서 카테고리를 목표로 하는 새로운 독립 라인. Ontario와 Zacate는 이를 구현한 첫 번째 디자인이었다.
  - AMD 재규어 Family 16h – 밥캣의 후계자. Kabini와 Temash. CPUID 모델 번호는 00h-0Fh이다.
  - AMD 푸마 Family 16h (2세대) – 재규어의 후계자. Beema와 Mullins. CPUID 모델 번호는 30h-3Fh이다.
- AMD 불도저 Family 15h – 10h/K10의 후계자. 불도저는 10 ~ 220W 카테고리의 프로세서용으로 설계되었으며, XOP, FMA4, CVT16 명령어 세트를 구현했다. Orochi는 이를 구현한 첫 번째 디자인이었다. 불도저의 CPUID 모델 번호는 00h와 01h이다.
  - AMD 파일드라이버 Family 15h (2세대) – 2세대 불도저 (첫 번째 최적화). CPUID 모델 번호는 02h (가장 초기의 "Vishera" 파일드라이버)와 10h-1Fh이다.
  - AMD 스팀롤러 Family 15h (3세대) – 3세대 불도저 (두 번째 최적화 및 28nm 다이 축소). CPUID 모델 번호는 30h-3Fh이다.
  - AMD 엑스카베이터 Family 15h (4세대) – 4세대 불도저 (최종 최적화). CPUID 모델 번호는 60h-6Fh이며, 이후 업데이트된 개정판은 모델 번호가 70h-7Fh이다.
- AMD 젠 – 마이크로아키텍처 제품군. 불도저의 후계자. Ryzen 및 Epyc CPU 라인에 포함된다.
  - AMD 젠 Family 17h – 14nm 공정을 기반으로 한 1세대 젠 아키텍처. AMD 아키텍처 중 최초로 동시 멀티스레딩 및 인피니티 패브릭을 구현했다.
  - AMD 젠+ Family 17h – 개선된 젠 아키텍처 (최적화 및 12nm 다이 축소).
  - AMD 젠 2 Family 17h – 7nm 공정을 기반으로 한 2세대 젠 아키텍처. 칩렛 기술을 중심으로 설계된 첫 번째 아키텍처.[3]
  - AMD 젠 3 Family 19h – 주요 코어 재설계를 통한 최적화된 7nm 공정의 3세대 젠 아키텍처.[4]
  - AMD 젠 3+ Family 19h – 6nm 공정을 사용하는 Ryzen 6000 모바일 프로세서에 사용된 젠 3의 2022년 개정판.
  - AMD 젠 4 Family 19h – 5nm 공정의 4세대 젠 아키텍처.[5] 새로운 AM5 플랫폼의 Ryzen 7000 소비자 프로세서에 사용되며 DDR5 및 PCIe 5.0 지원. AVX-512 명령어 세트 지원 추가.
  - AMD 젠 5 Family 1Ah – 4nm 공정의 5세대 젠 아키텍처.[6] 풀 와이드 AVX-512 파이프라인 지원 추가.

## 다른 마이크로아키텍처
- AMD Am2900 – 1975년에 설계된 비트 슬라이스 아키텍처.
- AMD Am29000 – 32비트 RISC 마이크로프로세서 및 마이크로컨트롤러의 인기 라인.
- AMD K12 – ARM64/ARMv8-A

## 같이 보기
- 인텔 CPU 마이크로아키텍처 목록
- AMD 마이크로프로세서 목록
- AMD 프로세서 표
- 투기적 실행 CPU 취약점